# McKey Sullivan
Brittany Sullivan, também conhecida como McKey Sullivan (Lake Forest (Illinois), 9 de setembro de 1988), é uma modelo norte-americana. Ficou conhecida após ganhar a 11ª temporada do America's Next Top Model.

## Vida pessoal
Sullivan é filha de Michael Sullivan e Gayle e tem três irmãos, Bridgette, Jimmy, e Mikey. Estudou na Lake Forest High School e na universidade Ripon College, onde se formou em biologia química. Ela também treina artes marciais na companhia do marido, o lutador de MMA Sam Alvey.  Era conhecida por aparecer no Renaissance Faire Bristol, o que inspirou seu senso de moda medieval. Sulivan assinou contrato com uma das mais conhecidas agências de modelos do mundo após vencer o reality show America's next top model, produzido por importantes nomes da indústria da moda, como Tyra Banks e Nigel Barker.